# Massive Attack
Massive Attack — британская группа, образованная в 1988 году в Бристоле, пионеры музыкального стиля трип-хоп. С момента образования группа выпустила пять студийных альбомов, саундтрек, один альбом ремиксов и сборник хитов. Massive Attack часто сотрудничают с другими музыкантами как соавторы, продюсеры или авторы ремиксов отдельных композиций. Электронный стиль музыки группы представлен смесью джаза, хип-хопа, рока, рэгги и соула. Одни из ведущих представителей бристольской андеграунд-сцены.
Группа имеет постоянный состав, но для записи новых альбомов приглашаются сторонние вокалисты и сессионные музыканты — от рэгги-музыканта Хораса Энди до исполнительницы авторской песни Шинейд О’Коннор. Композиции группы звучат во многих телевизионных шоу и фильмах («Шакал», «Бэтмен навсегда», «Мулен Руж!», «Блэйд II», «Доктор Хаус», «Матрица», «Зона преступности», «Зачарованные», «Большой куш», «187», «Побег», «Останься», «Пи», «Удача», «Отбросы», «Лютер» и др.).

## История

### 1980-е
Группа создана Грантом Дэдди Джи Маршаллом (Grant Daddy G Marshall), Робертом «3D» Дель Ная и Эндрю Машрумом Ваулзом (Andrew Mushroom Vowles) на основе популярной в середине 1980-х группы The Wild Bunch, которая была не столько ансамблем с постоянным составом, сколько так называемой звуковой системой (англ. sound system) — «творческой тусовкой», полухаотичным собранием объединённых общей идеей людей, постоянно сменяющих и дополняющих друг друга различных бристольских музыкантов, авторов, диджеев, звукорежиссёров и продюсеров, игравших музыку в смеси из всех возможных стилей.
Кроме будущих участников Massive Attack, в состав The Wild Bunch входили: Клод Вильямс (Willie Wee), Майлз Джонсон (DJ Milo) и Нелли Хупер (Nellee Hooper). После того, как распались The Wild Bunch, Хупер успел поучаствовать в работе с коллективом Soul II Soul, занимался сольной карьерой, поработал с Massive Attack, потом занялся продюсированием и работал с такими знаменитостями, как Шинейд O’Коннор, Бьорк, Мадонна (Madonna).
В 1988 году Massive Attack выпустили свой первый сингл «Any Love» (кавер-версия песни авторства Rufus & Chaka Khan), записанный совместно с музыкантом Кэрлтоном (Carlton). Позже эта композиция была перезаписана совместно с Тони Брайаном (Tony Bryan) и издана на следующем сингле «Daydreaming» в 1990 году. В записи новой версии сингла также приняли участие Шара Нелсон (Shara Nelson) и Эдриан Тоуз (Adrian Thaws), более известный под псевдонимом Tricky.

### 1990-е
В 1991 году вышел первый альбом — Blue Lines, продюсером которого выступил муж Нене Черри (Neneh Cherry) Кэмерон Маквей (Cameron McVey) под псевдонимом Booga Bear. Именно он убедил музыкантов записать свой первый лонгплей, до этого будущие участники группы так или иначе принимали участие в записи одного из альбомов Нене Черри. Blue Lines стал одним из самых известных британских альбомов 1990-х годов. Смешение американского хип-хопа, ямайского рэгги, добавление джазовых элементов плюс вокал Tricky, 3D, Шары Нелсон и Хораса Энди — звучание альбома было сложно ограничить рамками какого-то одного определённого музыкального жанра. Во время первой войны в Персидском заливе, по настоянию их записывающего лейбла, группа была вынуждена временно изменить название, исключив слово «Attack». По этой причине существуют два варианта оформления обложки первого альбома: один под именем группы «Massive Attack», второй под именем группы «Massive». Именно для альбома Blue Lines был записан трек «Unfinished Sympathy», исполненный Шарой Нелсон, который длительное время пользовался популярностью у слушателей и регулярно звучит на радио и телевидении.
В 1994 году вышел второй альбом группы — Protection. В музыке группы стало больше живых инструментов, меньше семплов. И без того неспешный темп стал ещё более медленным и тягучим. Вокалистами на сей раз были приглашены Трэйси Торн (Tracey Thorn) и Николетт (Nicolette). Также в записи альбома принял участие композитор Крэйг Армстронг (Craig Armstrong), который записал партии пианино в «Heat Miser» и «Weather Storm» и провёл оркестровую партию в «Sly». Tricky тоже помогал группе в работе над альбомом, но позднее, как и Шара Нелсон, сосредоточился на своей сольной карьере. Именно в этот момент музыкальные критики для определения стиля «бристольского саунда», представленного Massive Attack, Tricky и Portishead, запустили в оборот термин «трип-хоп».
В 1995 году вышел альбом ремиксов No Protection. Ремиксы для него сделал известный дабовый музыкант Mad Professor. Примерно в то же время, совместно с Трэйси Торн была записана песня «The Hunter Gets Captured By The Game» для саундтрека к фильму «Бэтмен Навсегда». Во время работы над этой композицией, которую у Massive Attack никак не получалось закончить, Дель Ная обратился за помощью к случайно находившемуся на той же студии продюсеру Нилу Дэвиджу. С ним впоследствии Massive Attack проработают более двенадцати лет, и Дэвидж окажет значительное влияние на звучание группы. В 1996 году Massive Attack основали собственный музыкальный лейбл Melankolic, на котором выходили записи Хораса Энди (Horace Andy), Крэйга Армстронга, Льюиса Паркера (Lewis Parker), и групп Day One, Sunna, Alpha.
1998 год ознаменовался выходом самого успешного альбома группы — Mezzanine. Подчеркивая стремление группы в каждом новом альбоме уходить от звучания предыдущего, Massive Attack плавную мягкость «Protection» сменили на новый жесткий, тяжёлый, насыщенный звук. Речитативы 3Д и Дэдди Джи стали принимать параноидально-депрессивный оттенок, оркестровые и клавишные партии Армстронга сменились на звук живых гитар и агрессивных синтезаторов. Вокал Хораса Энди перестал даже отдаленно напоминать о его принадлежности к рэггей-миру. Единственным проблеском тепла и нежности на диске стало появление Элизабет Фрейзер из группы Cocteau Twins, которая исполнила голосовые партии в нескольких песнях, в том числе и знаменитой «Teardrop», которая стала одним из главных хитов группы и вошла во множество чиллаут-сборников. Музыкальная тема из этой песни стала сопровождением для заглавных титров популярного телесериала «Доктор Хаус» (в американской версии сериала), а также она звучала в одной из серий первого сезона телесериала «Побег из тюрьмы» и в начале 16 серии 1 сезона телесериала «Зачарованные». «Teardrop» оказалась не единственной песней с «Mezzanine», покорившей мир кино. Песня «Angel» с этого альбома прозвучала в более чем десятке фильмов и сериалов (например, в фильме Гая Ричи «Большой куш»). Другими музыкантами на этот хит было написано множество кавер-версий, даже металлисты Sepultura не прошли мимо него. Сам же альбом вошел в 500 лучших музыкальных альбомов всех времен, по версии журнала Rolling Stone.
Однако поиск нового звучания привел к расколу внутри группы. Надоевшие друг другу музыканты ездили на запись в студию по отдельности, но даже такая мера не помогла сохранить коллектив. После окончания записи альбома группу покинул Эндрю Ваулз. Оставшиеся участники тоже на длительное время предпочли совместному творчеству сольные проекты: Роберт Дель Ная стал больше времени уделять изобразительному искусству (помимо музыки, он ещё художник и дизайнер), а Грант Маршалл стал как и прежде давать сольные диджей-сеты в клубах. Надо заметить, что Роберт Дель Ная ещё во времена The Wild Bunch увлекался граффити (известно, что он большой друг известного художника Бэнкси), а позже оформлял обложки для Massive Attack и проявлял повышенный интерес к фотографии. Во время паузы в работе группы, он смог уделить изобразительному искусству куда больше времени. В результате, ограниченным тиражом была выпущена книга «Fitting In» с его художественными работами. Также Роберт принял участие в визуальном оформлении альбомов и клипов группы UNKLE. Кроме того, Роберт Дель Ная стал много времени уделять благотворительной деятельности и протестам против военных действий. Грант Маршалл, тем временем, периодически устраивал диджей-сеты, но в основном все своё время посвятил своей семье.

### 2000-е
В 2000 году 3Д и Нил Дэвидж вместе с коллективом Lupine Howl засели в студии для записи очередного альбома, однако за два года работы так и не смогли оформить ничего толкового. В результате, 3Д отправил в корзину около 120 часов материала и решил начать все сначала. Пригласив неизменного Хораса Энди и Шинейд О’Коннор, за очень короткий промежуток времени Massive Attack записали и в начале 2003 года выпустили альбом 100th Window. На этот раз на альбоме вообще не было семплов, все треки писались вживую, при помощи обычных музыкальных инструментов и синтезаторов. Для оформления обложки был приглашен fashion-фотограф Ник Найт (Nick Knight), который раньше работал с группой над обложкой для «Mezzanine». Супермедленный темп и холодное звучание не отпугнули фанов. Несмотря на очередную смену курса в звуке и содержании музыки, альбом занял первое место в UK Chart. После записи альбома, Massive Attack с вновь присоединившимся Грантом Маршаллом отправились в мировое турне. Вокальные партии Лиз Фрэйзер и Шинейд О’Коннор в туре исполнила Дот Аллисон.
В 2004 году песня «Teardrop» стала открывающей музыкальной темой для сериала Доктор Хаус. Также в 2004 году группа записала саундтрек к фильму «Крутой Парень» («Bullet Boy»), а в 2005 году — ещё один саундтрек, к фильму Луи Летеррье и Люка Бессона «Дэнни Цепной Пёс» («Danny the Dog»).
В 2006 году вышел сборник лучших песен группы Collected, включавший DVD со всеми клипами, раритеты, неизданный материал и два новых трека — «Live with Me» (совместно с джазовым исполнителем Терри Калье и «False Flags». А в конце года Massive Attack вместе с инсталляторами United Visual Artists, оформлявшими для группы сцену в турах с 2003 года, открыли в Лондоне скульптуру из звука и света «Volume». Инсталляция реагировала на перемещения посетителей, создавая неповторимые аудиовизуальные образы.
Летом 2008 года группа начала выступать с песнями из нового альбома, которому дали рабочее название «Weather Underground». Женские вокальные партии в туре исполняли Стефани Доусен (Stephanie Dosen) и Йоланда Куэрти (Yolanda Quarty). Кроме того, Роберт Дель Ная и Нил Дэвидж написали несколько композиций для саундтреков к фильмам «Гоморра», «Битва в Сиэтле», «В тюрьме всю мою жизнь». Для последнего был записан совместный трек со Снуп Доггом — «What Up Man». А вот новый диск поклонники группы так и не дождались, хотя на концертах исполнялись 8 новых песен. Более того, в мае 2009 года Massive Attack опубликовали новый график гастролей на всю предстоящую осень. В прессе появилась информация, что новый альбом группа выпустит прямо во время концертного тура, однако официально это подтверждено не было.

### 2010-е
8 февраля 2010 года вышел альбом Heligoland. 4 июля 2013 года в рамках Манчестерского международного фестиваля они исполнили кавер-версии на песни легенд русского рока Янки Дягилевой «Печаль моя светла» и Егора Летова «Всё идет по плану».
28 января 2016 года выпустили EP Ritual Spirit. Это их первый релиз с Four Walls/Paradise Circus, совместного проекта с Burial, выпущенного в 2011 году. В создании EP также принимали участие Young Fathers, Рутс Манува, Azekel и Tricky, ранее засветившийся в таких альбомах Massive Attack, как Blue Lines и Protection.

## Состав

### Нынешний состав
- Роберт Дель Ная (Robert Del Naja) («3D»)
- Грант Маршалл (Grant Marshall) («Daddy G»)

### Раньше в состав входили
- Эндрю Ваулз (Andrew Vowles) («Mushroom»)
- Нил Дэвидж (Neil Davidge)
- Хорас Энди
- Tricky

### Сотрудничество
Во время записи альбомов группа сотрудничала со многими вокалистами, которые официально в состав Massive Attack не входили:
- Шара Нелсон[англ.] — Blue Lines, «Unfinished Sympathy»
- Хорас Энди (Horace Andy) — Blue Lines, Protection, «Mezzanine», 100th Window, Heligoland
- Tricky — Blue Lines, Protection, Ritual Spirit (EP)
- Николетт[англ.] — Protection
- Трэйси Торн[англ.] — Protection
- Мадонна (Madonna) — сингл «I Want You»
- Элизабет Фрейзер — Mezzanine
- Сара Джэй (Sarah Jay) — Mezzanine
- Дэвид Боуи (David Bowie) — сингл «Natureboy»
- Мос Деф (Mos Def) — сингл «I Against I»
- Шинейд О’Коннор (Sinead O’Connor) — 100th Window
- Терри Калье (Terry Callier) — сингл «Live With Me»
- Тунде Адебимпе (Tunde Adebimpe) (TV on the Radio) — Heligoland
- Деймон Албарн (Damon Albarn) — 100th Window, Heligoland
- Сандовал, Хоуп (Hope Sandoval) — Heligoland, The Spoils (EP)
- Гай Герви[англ.] — Heligoland
- Мартина Топли-Бёрд (Martina Topley-Bird) — Heligoland
- Björk — «New World»
- Roots Manuva[англ.] — Ritual Spirit (EP)
- Azekel[англ.] — Ritual Spirit (EP)
- Young Fathers[англ.] — Ritual Spirit[4](EP)
- Ghostpoet — The Spoils (EP)

## Дискография
- 1991 — Blue Lines
- 1994 — Protection
- 1998 — Mezzanine
- 2003 — 100th Window
- 2010 — Heligoland